# Ob-ugriska språk
De ob-ugriska språken, mansiska och chantiska, utgör jämte ungerskan den ugriska gruppen av de finsk-ugriska språken, som i sin tur utgör den uraliska språkfamiljen tillsammans med de samojediska språken.
Ob-ugriska talas i områden mellan Uralbergen och floderna Ob och Irtysj i Ryssland. Skogarna och skogsstäppen i det södra Uralområdet anses vara den ugriska språkgruppens ursprungliga område. Med början för omkring 500 år sedan anlände ryssar och förflyttade de ugrisktalande folken österut till Ob och Irtysj. Vissa talare av Ob-ugriska språk fanns kvar väster om Uralbergen fram till så sent som början av 1900-talet.  Fastän språken är besläktade med ungerskan är denna släktskap avlägsen och de skiljer sig radikalt i fonologi, syntax och ordförråd. Chantiska och mansiska är å andra sidan nära besläktade, men är inte ömsesidigt förståeliga. De Ob-ugriska språken blev senare starkt influerade av angränsande turkspråk, särskilt tatariskan.  Till 1930 hade dessa språk inga skriftliga traditioner, men sedan 1937 har varianter av kyrilliska alfabetet använts. Inga betydande texter har dock skapats på dessa språk och de används i begränsad utsträckning i officiella sammanhang.